# Cappella di San Martino (Pareto)
La cappella di San Martino è un piccolo edificio religioso nel comune di Pareto in provincia di Alessandria. Si trova poco fuori dall'abitato, lungo la strada di collegamento con Mioglia.

## Storia e descrizione

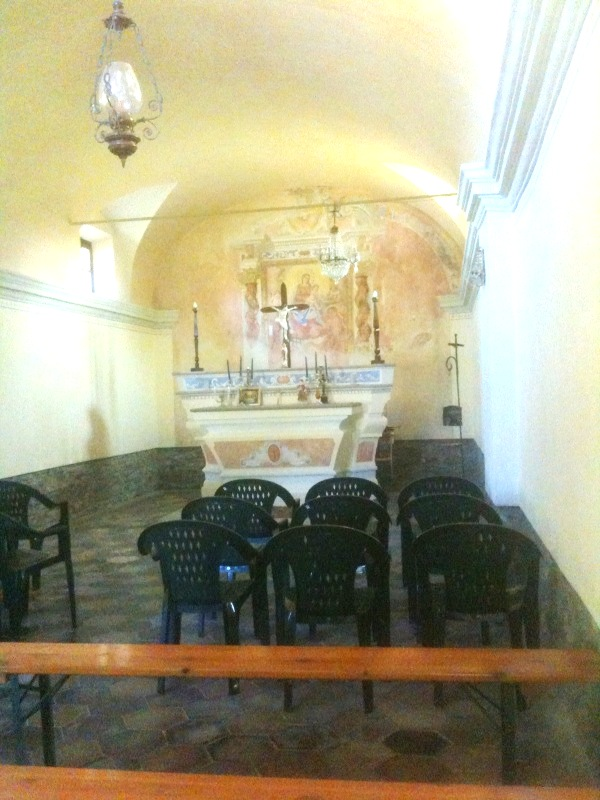
L'interno

La cappella si presenta a navata unica con volta a botte a sesto ribassato ed è priva di campanile. All'interno vi è un solo altare in pietra e calce dipinta. Sulla parete di fondo sopravvive in parte una pittura raffigurante la Vergine con il Bambino.
Nella zona (considerata luogo di passaggio del santo), esisteva sin da epoca remota una chiesetta dedicata a San Martino. Essa fu a lungo contesa tra gli abitanti di Mioglia e Pareto per ragioni di confine. Abbandonata e divenuta luogo di rifugio di briganti, fu demolita nel settembre 1770.